# Brian Doughty
Brian Doughty là cựu nghị sĩ Hạ viện Utah, đại diện cho khu vực 30 tại Quận Salt Lake. Ông được chọn vào ngày 16 tháng 7 năm 2011 bởi các đại biểu Dân chủ địa phương để thay thế đại diện nhà nước Jackie Biskupski, người đã từ chức khi bà rời khỏi khu vực. Ông đã tuyên thệ vào ngày 20 tháng 7 năm 2011.
Trong quá trình tái phân chia theo điều tra dân số năm 2010, nhà của Doughty được đặt ở khu vực 26, cùng với đó là Nhà lãnh đạo Dân tộc thiểu số David Litvack. Một cuộc bầu cử sơ cấp của đảng Dân chủ giữa hai đương nhiệm dường như nằm trên thẻ cho đến tháng 3 năm 2012, Litvack tuyên bố rằng ông sẽ nghỉ hưu thay vì tìm cách tái cử. Doughty đã mất quyền bầu cử lại ở khu vực mới tại Hội nghị Quận Salt Lake.
Doughty là người đồng tính công khai và trước đây phục vụ trong hội đồng quản trị của Equality Utah.